# Dawlat Khatun
Dawlat Khatun var regent under Khorsididynastin i Luristan i Iran 1316. Hon var rikets enda kvinnliga monark under dess historia. Hon efterträdde sin make Izz al-Din Muhammad bin Izz al-Din, men kunde inte utöva effektiv kontroll och abdikerade därför snart till förmån för sin svåger Izz al-Din Hasan.